# 8820 Anjandersen
8820 Anjandersen (1985 VG) là một tiểu hành tinh vành đai chính được phát hiện ngày 14 tháng 11 năm 1985 bởi P. Jensen ở Brorfelde.